# Langø
Langø – miasto w Danii, w regionie Zelandia, w gminie Lolland.